# Fiesta de la Marcha Verde de Marruecos
La fiesta de la Marcha Verde, celebrada cada 6 de noviembre, es una fiesta nacional de Marruecos que conmemora los sucesos ocurridos el 6 de noviembre de 1975. La Marcha Verde fue una iniciativa del rey Hassan II que convocó a 350 000 civiles marroquíes para entrar al Sáhara Occidental reclamando el territorio como parte de Marruecos.
Desde entonces, el 6 de noviembre se ha establecido en Marruecos como una de las 9 fiestas nacionales anuales y, cada año, el rey emite un discurso resaltando la importancia de la integridad territorial para la nación marroquí. Además, la conmemoración de este día incluye la decoración de las calles de distintas ciudades con la bandera marroquí y pancartas recordando la Marcha Verde. En ciudades como El Aaiún y Dajla, que actualmente son administradas por Marruecos y disputadas con la República Árabe Saharaui Democrática, se realizan desfiles y eventos culturales. También los medios de comunicación emiten programas especiales y discursos reales, y las comunidades, tanto dentro como fuera del país, organizan festejos para celebrar la unidad nacional.

## Antecedentes históricos

### Contexto de la Marcha Verde
En 1956, la independencia de Marruecos, dividido entre el protectorado francés y el español, se hizo efectiva por la presión ejercida por el Ejército de Liberación Marroquí. Sin embargo, el problema de la integridad territorial no quedó resuelto, ya que algunos territorios reclamados por el nacionalismo marroquí no fueron incluidos en el acuerdo de independencia, entre los que se encontraba el Sáhara Occidental. El movimiento nacionalista, que englobaba agrupaciones políticas de distinto signo como el partido conservador del Istiqlal (que posteriormente se escindió formando la progresista Unión Nacional de Fuerzas Populares) y el Partido Comunista Marroquí (que posteriormente se transformó en Partido de la Liberación y del Socialismo, PLS en 1968 y Partido del Progreso y del Socialismo, PPS en 1974), exigía la restauración de la integridad territorial que los pactos de independencia no habían conseguido recuperar.
A comienzos de la década de 1970, en Marruecos, un conjunto de jóvenes saharauis estudiantes en Rabat, incluyendo al fundador del Frente Polisario, El Uali Mustafa Sayed, empezaba a sentar los cimientos de una "alternativa nacional" para el Sáhara, proponiendo un plan de descolonización que se inclinaba hacia el nacionalismo árabe progresista de aquel periodo, en contraposición al del régimen marroquí. La defensa de la liberación del territorio saharaui fue reprimida por parte de la policía marroquí en unas manifestaciones en solidaridad con el pueblo saharaui que tuvieron lugar en Tantán en 1972. Durante esta década, la cuestión del Sáhara se convirtió en la vía para legitimar el trono marroquí y generar un consenso con los partidos de la oposición, que igualmente concebían al Sáhara como parte de Marruecos, logrando crear un clima de euforia nacionalista.
La preparación de la Marcha Verde se da en un contexto en el que, tras la visita de la misión informativa de la ONU al Sáhara Occidental, el Frente Polisario irrumpió como una fuerza política con arraigo entre la población saharaui, amenazando el proyecto marroquí de recuperación del territorio, urgiendo, para el nacionalismo marroquí, neutralizar las resistencias argelinas al proceso de integración del Sáhara en Marruecos. La ONU había abogado por la necesidad de realizar un referéndum de autodeterminación en el Sáhara Occidental en 1974, un proceso que el gobierno marroquí intentó frenar pidiendo el arbitraje de la Corte Internacional de Justicia. Ante el tribunal, Marruecos y Mauritania argumentaron que el territorio saharaui había sido una res nullius antes de que comenzase la ocupación española y que existían lazos jurídicos previos con el reino marroquí y el conjunto mauritano. De esta forma, tres países se vieron envueltos en el arbitraje: España, Marruecos y Mauritania; cada uno planteando su postura desde distintos ángulos. Según el historiador marroquí Abdallah Laroui, Marruecos expondría el caso apoyándose en la lógica de la ley islámica, mientras que Mauritania lo haría desde una perspectiva tribal. Por su parte, tanto España como Argelia (país defensor de la autodeterminación saharaui), se apoyaron en una lógica colonial occidental, por la cual no podían existir vínculos de soberanía concluyentes previos al periodo colonial.
Por su parte, la Corte Internacional de Justicia emitió su dictamen el 16 de octubre de 1975, declarando que el territorio del Sáhara no era res nullius cuando los españoles llegaron al territorio. Sin embargo, la CIJ también afirmó que las reclamaciones históricas de Marruecos y Mauritania por la existencia de vínculos de vasallaje o sumisión entre algunas tribus y los sultanes vecinos no formaban una base para poder reclamar la soberanía sobre el territorio saharaui. De esta forma, pese a la conclusión del Tribunal de La Haya, el rey Hassan II recalcaría de esta resolución el reconocimiento de vínculos legales históricos de lealtad entre el sultán de Marruecos y algunas tribus saharauis, lo que permitió a Marruecos continuar reclamando su soberanía sobre el Sáhara apoyado en la lógica de la ley islámica.

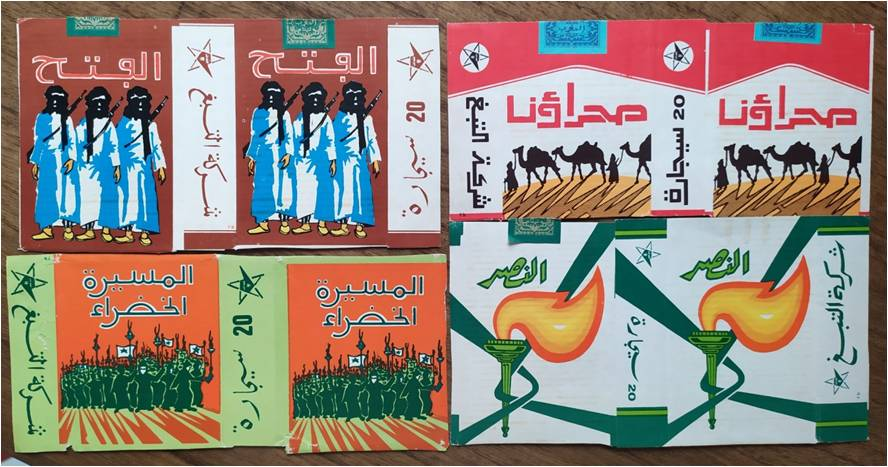
Cajetillas de tabaco para popularizar la Marcha verde entre la población marroquí en 1975

Así, en el anuncio de la Marcha Verde el mismo día de la publicación del dictamen de La Haya, el 16 de octubre de 1975, el monarca afirmó que "el derecho ha prevalecido sobre la injusticia" y que "la instancia internacional ha reconocido que existían lazos jurídicos y de pleitesía entre Marruecos y el Sahara". De esta forma, propuso, como forma última de reintegrar el Sáhara en Marruecos, una marcha pacífica de 350.000 voluntarios de todo el país que entrarían en el territorio saharaui solo armados con ejemplares del Corán y banderas marroquíes.

### Desarrollo de la Marcha Verde
Para la realización de la marcha, para la que se necesitaban 350.000 voluntarios y 127.800 toneladas de mercancías, se requirió una gran preparación logística. Fueron necesarios 2100 vehículos, 6000 camiones y autobuses requisados y 113 trenes.

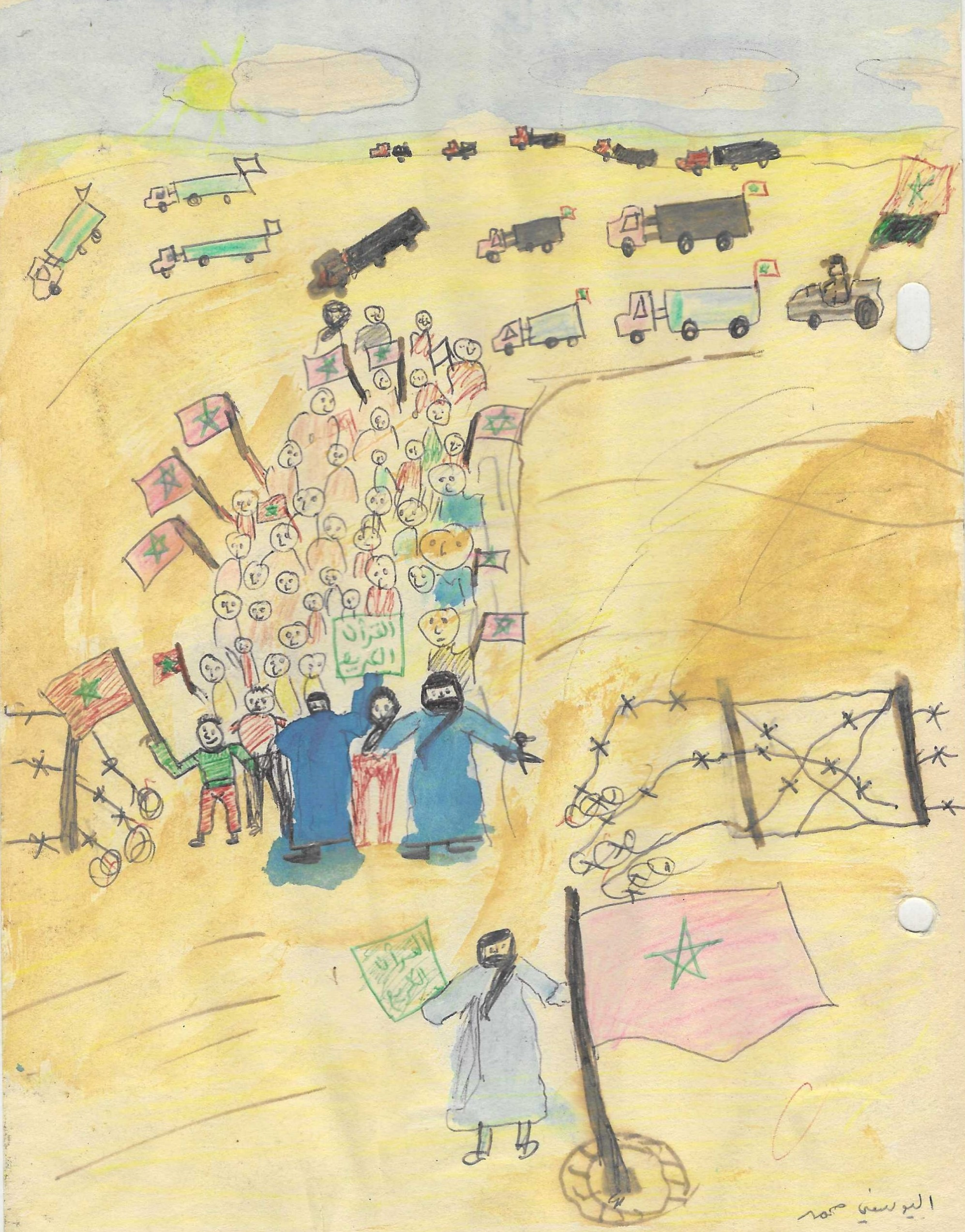
Dibujo escolar hecho por un niño en Fez en los años 80

El gobierno marroquí se hizo también cargo de supervisar la proveniencia de los participantes en la marcha, entre los que predominaron los del sur marroquí, entre Marrakech y Agadir, superando los 120.000 participantes. Por su parte, las ciudades de la costa atlántica sumaron 72.000 voluntarios, mientras que el norte marroquí quedó infrarrepresentando, contando con sólo 6.500 marchadores de entreTánger y Uxda. En el caso del área que limitaba con el Sáhara, la provincia de Tarfaya contó con 15.000 participantes, sumando 18.000 de Tiznit y 20.000 de Errachidía. Así, se convocó una marcha inmensa que supuso para los marroquís una reivindicación de su identidad nacional.
Así, se organizó una gran movilización popular que comenzó el 6 de noviembre de 1975, en la que 350.000 civiles se movilizaron, tomando simbólicamente el territorio del Sáhara Occidental, de manera paradigmática, conformando un momento clave para el nacionalismo marroquí. Tanto los partidos políticos nacionalistas marroquíes como el rey Hassan II fomentaron esta marcha aludiendo a un patriotismo que ya había actuado como aglutinador clave en las luchas por la independencia de la década de 1950.

En el discurso previo a la marcha, Hassan II afirmaba que:
"Ustedes dan así la prueba, una vez más, de que Marruecos y su futuro están en manos de patriotas seguros, convencidos, generosos y apegados más que nunca a su suelo y a su emblema. De nuevo, queridos hermanos, de vuestra capacidad de gastaros, sin límites, en cuerpo, alma y bienes. […] Vuestra conducta es verdaderamente un motivo de orgullo para aquel a quien Dios ha designado para presidir vuestro destino. Él sólo puede alabar al Todopoderoso e implorarle que le asista en el cumplimiento de sus deberes hacia vosotros.[...]
Con esta conducta, sin duda habéis sabido encarnar lo que nuestra época ha pretendido olvidar, entre tantos otros caminos, los de la paz y la conciliación. La Marcha Marroquí constituye hoy un verdadero milagro, porque el Hombre parece olvidar que puede, con una simple marcha pacífica se logran resultados que una empresa militar no obtendría.[...]

Querida gente, Mañana cruzaréis la frontera. Mañana iniciaréis vuestra marcha. Mañana pisaréis tierra que es vuestra. Sentiréis las arenas que son vuestras. Mañana besaréis una tierra que es parte integrante de vuestro querido país".
Así, el pueblo marroquí, en consonancia con su rey, legitimaba la adhesión del Sáhara Occidental a las fronteras de Marruecos. Tras la firma del Acuerdo Tripartito de Madrid, a través del cual el territorio saharaui pasaba a formar parte de Marruecos y Mauritania, parte de la población saharaui abandonó el territorio, instalándose en campamentos de refugiados en Tinduf, en el sur de Argelia. Este campamento constituiría la base para la proclamación de la República Árabe Saharaui Democrática (RASD) por parte del Frente Polisario el 26 de febrero de 1976, además del comienzo de una guerra de guerrillas tras la retirada de las últimas tropas españolas. Argelia sería el primer país en reconocer a la RASD, lo que llevaría a Marruecos a romper relaciones con el país hasta 1988, cuando la ONU propuso un plan de paz que planteaba determinar un plazo para la celebración del referéndum de autodeterminación. Para ese momento, ya eran 71 los estados que habían reconocido oficialmente a la república saharaui.En 1979, con el Acuerdo de Argel, Mauritania finalmente renunció al territorio saharaui que había incorporado en 1975, que fue asumido por Marruecos.
Sin embargo, el gran proyecto marroquí ignoró por completo los habitantes del territorio que se pretendía anexionar. La simbología religiosa, unida a las reivindicaciones monárquicas, negaron completamente la identidad saharaui y la posibilidad de pasar a ser considerados como ciudadanos, en lugar de súbditos. En consecuencia, desde el mismo inicio de la marcha, se generó un conflicto que se alarga hasta nuestros días.
La guerra del Sáhara Occidental se alargaría durante quince años, entre 1976 y 1991, oponiendo al movimiento de liberación saharaui y los estados ocupantes, implicando además una militarización del territorio. La guerra entre el Frente Polisario y el ejército marroquí llegó a enfrentar también al ejército argelino con el de Marruecos. En 1990, la ONU y la Organización de la Unidad Africana consiguieron que Marruecos y el Frente Polisario alcanzasen un Plan de Arreglo que incluía un cese de las hostilidades armadas, la instalación de la Misión Internacional de Naciones Unidas para el referéndum en el Sáhara Occidental (MINURSO) como fuerza internacional de observación y la preparación de un referéndum de autodeterminación. A pesar del acuerdo, Marruecos tenía el objetivo de legalizar la ocupación y declaró que solo aceptaría un referéndum que "confirmara la marroquinidad del Sáhara". El referéndum no ha llegado a celebrarse y, a día de hoy, el Sáhara Occidental está considerado por Marruecos como parte efectiva de su territorio nacional: se han establecido instituciones y se otorgó la ciudadanía a los habitantes.

## Conmemoración del 6 de noviembre
Debido al simbolismo de este acontecimiento para el nacionalismo marroquí y la reivindicación de su integridad territorial, el 6 de noviembre se convirtió en fiesta nacional y, cada año, se celebra la marroquinidad del Sáhara. En este día, el rey (primero Hassan II y, a partir del año 1999, Mohamed VI) realiza un discurso para la nación. Además, se decoran las calles de las ciudades con banderas marroquíes y otros símbolos como pancartas y carteles que recuerdan el 6 de noviembre de 1975. En ciudades del sur, en el Sáhara Occidental y cercanas al territorio, como El Aaiún y Dajla, se realizan desfiles y eventos culturales que reivindican desde distintos enfoques la integridad territorial de Marruecos. En 2024, se llegó a realizar un espectáculo de drones con luz para celebrar el aniversario de la Marcha Verde en el Sáhara marroquí.
Así, la Marcha Verde se erige como un evento de gran carga simbólica para la nación marroquí. En el discurso del 39º aniversario (2014), el rey planteaba la conmemoración de este día como “cuarenta años de sacrificios por la recuperación de la tierra, la liberación del ser humano, la dignificación del ciudadano marroquí en el Sáhara, la conquista de su corazón y la consolidación de sus vínculos con su patria".
A lo largo de los años, este evento ha servido para abordar también los cambios sociopolíticos que han ido ocurriendo en el país y los grandes acontecimientos mundiales o regionales. Desde su ascenso al trono, el rey Mohammed VI ha utilizado los discursos del día de la Marcha Verde para reafirmar que la marroquinidad del Sáhara y la indivisibilidad de la nación marroquí. En el discurso del 46º aniversario (2021), destacó la importancia del reconocimiento por parte de Estados Unidos de la soberanía marroquí sobre el Sahara, calificándolo como un hito diplomático crucial. 
También el desarrollo socioeconómico de las provincias del sur ha sido un tema recurrente en estos discursos. En 2015, durante el 40º aniversario, el Rey anunció un ambicioso programa de desarrollo regional, centrado en proyectos de infraestructura, energía renovable y mejora de las condiciones de vida de los habitantes. Este programa incluyó iniciativas como la vía rápida Tiznit-Dajla y el puerto Dajla-Atlántico, proyectos que han avanzado considerablemente según el discurso del 47º aniversario (2022), donde se informó que más del 80% de las iniciativas ya estaban implementadas. Además de las inversiones económicas, los discursos han destacado la importancia de la justicia social y la inclusión cultural. Por ejemplo, se han promovido medidas para preservar la cultura hassaní, como un componente esencial de la identidad marroquí, integrándola en los programas educativos y valorizando su patrimonio cultural.
La conmemoración de la Marcha Verde también ha servido como plataforma para fortalecer las relaciones diplomáticas de Marruecos. En el 41º aniversario (2016), el Rey pronunció su discurso desde Dakar, Senegal, destacando los lazos históricos y políticos entre Marruecos y África subsahariana. Este acto simbolizó la intención de Marruecos de consolidarse como un puente entre el norte y el sur del continente. En los últimos discursos, Mohammed VI ha subrayado el aumento del número de países que respaldan la marroquidad del Sahara. En 2024, lamentó que algunos actores internacionales sigan promoviendo posturas desfasadas como la exigencia de un referéndum, argumentando que "ya es hora para que las Naciones Unidas asuman su responsabilidad y aclaren la gran diferencia existente entre el mundo real y el mundo legal, que Marruecos representa en su Sáhara, y entre un mundo petrificado, alejado de la realidad y de sus evoluciones.".
De esta forma, los discursos de la Marcha Verde reflejan cómo este evento histórico trasciende el tiempo y se adapta a las necesidades y prioridades del presente. Representa no solo un momento clave en la historia de Marruecos, sino también un compromiso renovado con el desarrollo, la justicia y la soberanía nacional. Este evento histórico, que marcó la recuperación del Sahara Occidental en 1975, simboliza la unidad entre el Trono y el pueblo, así como la reivindicación de Marruecos de su integridad territorial.